# Archidesmida
Archidesmida – rząd wymarłych wijów z groamdy dwuparców i kohorty Archipolypoda. Ich skamieniałości pochodzą z dewonu i znajdowane są na terenie Ameryki Północnej i Europy.
Takson ten wyróżniony został w 2004 roku przez Heather Wilson et Lyalla Andersona. Obejmuje 3 monotypowe rodzaje, zaliczane do dwóch rodzin:
- Archidesmidae Scudder, 1885
- Zanclodesmidae Wilson et al, 2005

Dwuparce te miały boczne części metazonitów tergitów płasko rozszerzone w paranota. Przynajmniej Archidesmidae miały dziesiątą parę odnóży (tj. przednią parę ósmego segmentu tułowia) zmodyfikowaną. Miała ona wieloczłonową budowę, maczugowaty kształt i haczykowate kolce na szczycie i mogła służyć jako gonopody lub przytrzymywaniu partnera w trakcie kopulacji. Rodzaj Zanclodesmus charakteryzowały duże pola oczne, złożone z licznych oczu prostych.